# Plát
Plát (proplátování/přeplátování) je jeden za základních tesařských i truhlářských spojů užívaný ve více variantách a obměnách.

## Charakteristika
Nejjednodušší druh plátu je rovný plát. Je založen na polovičním zeslabení navazujících trámů, jež mají být (obvykle délkově) spojeny. Délka spojení musí být dostatečná (obvykle dvojnásobek tloušťky trámu), aby byl spoj účinný.
Příležitostně a náročnějších konstrukcí byly užívány i pláty komplikovanější geometrie a konstrukcí jako pláty šikmé, nebo rybinové zajišťující stabilitu spoje ve více směrech a nevyžadující přídavné spojovací prostředky.

## Druhy plátů
- Plát rovný
- Plát šikmo seříznutý
- Plát se zasouvací drážkou
- Plát s vloženou rybinovou vložkou
- Plát s oboustranným hákem
- Plát se zámkem
- Plát tahový šikmý